# Afrin
Afrin (arab. ‏عفرين‎, aram. ‏ܥܦܪܝܢ‎, kurd. Efrîn) – miasto w północnej Syrii, w muhafazie Aleppo. W spisie z 2004 roku liczyło 36 562 mieszkańców.

## Historia
Okolica była zamieszkana już w starożytności. Rzymianie wybudowali tędy drogę i most. W IV wieku n.e. pojawiła się tu społeczność chrześcijańska. Miasto w obecnej formie rozwinęło się pod panowaniem osmańskim. W 1922 znalazło się we francuskim mandacie Syrii i Libanu, zaś od 1946 w granicach niepodległej Syrii.

### Wojna w Syrii

Atak na Afrin (2018)

W czasie syryjskiej wojny domowej syryjska administracja publiczna ewakuowała się z Afrinu, który przejęły kurdyjskie Powszechne Jednostki Ochrony. Od 2014 do marca 2018 miasto stanowiło stolicę kantonu wchodzącego w skład autonomicznej Rożawy. Odtąd władzę regionu stanowili Kurdowie. W 2015 roku powstał nieoficjalny uniwersytet w Afrinie, nauczający w języku kurdyjskim.
20 stycznia 2018 Turcja ogłosiła rozpoczęcie operacji wojskowej „Gałązka Oliwna”. Tego samego dnia Afrin został zbombardowany przez tureckie lotnictwo. 18 marca 2018 Tureckie Siły Zbrojne i wspierające je bojówki zajęły miasto, które następnie splądrowały. 12 kwietnia Turcy powołali sprzyjającą im „radę lokalną”.
10 lutego 2020 wybuch bomby podłożonej w samochodzie zabił w Afrinie trzy osoby. 28 kwietnia tegoż roku w kolejnym zamachu w Afrinie zginęło ponad czterdzieści osób. O sprawstwo ataków podejrzewano fundamentalistów islamskich.
13 października 2022 podczas walk pomiędzy islamistami Afrin został zdobyty przez HTS.